# 호리우치 우지요시
호리우치 우지요시(일본어: 堀内氏善, 덴분 18년(1549년) ~ 게이초 20년 음력 4월 10일(1615년 5월 7일))는 센고쿠 시대부터 에도 시대 초기까지 활약한 무장이다. 구마노 수군(熊野水軍)의 장수.

## 생애
덴분 18년(1549년), 호리우치씨 호랑이로 태어난다. 아명은 구스와카(楠若)로 전해진다. 호리우치씨는 기노쿠니 신궁(紀伊国新宮)을 중심으로 2만 7,000석(실질 5-6만 석)의 땅을 지배한 호족으로, 구마노 수군(해적)을 거느린 군사력을 가진 한편, 구마노 별당(熊野別当)으로서 구마노 신궁(熊野新宮)이나 구마노모데(熊野詣) 등에서 유래한 종교적인 권위와 경제력을 가지고 있었다.
처음에 구마노를 영해 호리우치씨와 대립하고 있던 구마노 아리마씨가 내분으로 쇠퇴하고, 당주 아리마 마고사부로(有馬孫三郎)가 사망했기 때문에, 우지요시는 양자로 들어갔지만, 덴쇼 2년(1574년), 아버지 우지토라(氏虎)가 죽은 후 조세한 형 우지타카(氏高)의 뒤를 잇는 형태로 미야기주(宮城主, 궁성주)가 되어, 당주를 잃은 구마노 아리마씨는 단절했다.
덴쇼 4년(1576년), 기타바타케 노부카쓰(北畠信雄)와 당시 시마이었던 미키성(三鬼城), 기이나가시마성(紀伊長島城)을 둘러싸고 다투었으나('세슈군기'(朝野雑載)), 덴쇼 9년(1581년)에는 오다 노부나가로부터 지행으로 구마노 사령분(熊野社領分)을 받아 오다 가문을 섬기게 되었다고 한다.
노부나가가 죽은 후 덴쇼 10년(1582년) 야마자키 전투에서 하시바 히데요시에게 속해 7,000석이 추가되었다고 한다('아사노 잡재'(朝野雑載)).그 한편으로 기이 북부에 침공해, 나카무라 산성(中村山城)등을 함락시켰다. 또 시마 아고군(英虞郡)의 가사가토게(荷坂峠) 이남을 기이국 무로군(牟婁郡)에 편입했기 때문에 현재의 미에현 오와세시와 기호쿠초(紀北町), 다이키초(大紀町)의 니시키지구(錦地区)가 기이국의 일부가 되었다.
히데요시의 기슈 정벌(紀州征伐)에 대해서 당초, 저항의 자세를 나타냈지만, 덴쇼 13년(1585년)에는 항복해 본령에서 안도 당했다. 기슈 평정 후의 검지에 반대하는 지시와 농민 봉규에는 히데요시 방으로서 기노성 토벌(揆の討伐)에 참여하였다. 그 후, 시코쿠 정벌(四国攻)과 오다와라 정벌(田原征伐), 임진왜란(진주대첩과 소수고성(蘇州古城) 수비에 574명을 동원))에 구마노 수군을 이끌고 종군해 활약, 덴쇼 19년(1591년)에는 구마노소지(熊野惣地)에 임명되었다.
게이쵸 5년(1600년)의 세키가하라 전투에서는 이시다 미쓰나리의 권유로 무로군 8만 석과 맞바꾸어 장인 구키 요시타카와 함께 서군에 속해 약 350명의 군세를 이끌고 이세에 침공하지만, 아군 주력인 패보를 듣고 순전하고, 같은 해 10월에는 이시다 미쓰나리의 공격으로 궁성도 동군에 속하는 와카야마 성주 구와야마 가즈하루에 속했다.
이후 서군 가담은 소극적이었다는 이유로 허락되어 히고 구마모토번주 가토 기요마사를 섬겨 2,000석을 지행하고 우도성의 성대(게이초 17년에 성이 파각되어 해임됨)를 지냈지만 게이초 20년(1615년) 4월 10일에 구마모토성에서 향년 67세로 병사했다. 법명은 와라이오키나(笑翁).